# Skyddshem (Finland)
Ett skyddshem i Finland är servicecentralen där människor i alla åldrar kan få stöd med att lösa sina krissituationer när de är utsatta för familjevåld eller för hot om våld och inrättades av Förbundet för mödra- och skyddshem år 1979. Skyddshemmen har jour dygnet runt.